# ريان مكدونالد
ريان مكدونالد هو ممثل كندي، ولد في 5 أغسطس 1984 في كندا.

## أعمال

### أفلام
- (2005) طرد الأرواح من إيميلي روز[2]
- (2009) 2012[3][4][5]

## وصلات خارجية
- ريان مكدونالد على موقع IMDb (الإنجليزية)
- ريان مكدونالد على موقع ألو سيني (الفرنسية)
- ريان مكدونالد على موقع أول موفي (الإنجليزية)
- ريان مكدونالد على موقع قاعدة بيانات الأفلام السويدية (السويدية)
- ريان مكدونالد على موقع قاعدة بيانات الفيلم (الإنجليزية)
- ريان مكدونالد على موقع كينوبويسك (الروسية)